# Acontia apricanoides
Acontia apricanoides là một loài bướm đêm trong họ Noctuidae.